# Januar 2000
Portal Geschichte | Portal Biografien | Aktuelle Ereignisse | Jahreskalender | Tagesartikel

◄ |
19. Jahrhundert |
20. Jahrhundert
| 21. Jahrhundert

◄ |
1970er |
1980er |
1990er |
2000er
| 2010er | 2020er | 2030er | ►

◄ |
1996 |
1997 |
1998 |
1999 |
2000
| 2001 | 2002 | 2003 | 2004 | ►

◄ |
Oktober 1999 |
November 1999 |
Dezember 1999 |
Januar 2000 |
Februar 2000 |
März 2000 |
April 2000 |
►
Dieser Artikel behandelt tagesbezogene Nachrichten und Ereignisse im Januar 2000.

## Tagesgeschehen

### Samstag, 1. Januar 2000
- Berlin/Deutschland: Neugeborene mit einem Elternteil, der seit mindestens acht Jahren rechtmäßig in Deutschland lebt und ein unbefristetes Aufenthaltsrecht hat, sind ab heute Deutsche.[1]
- Bern/Schweiz: Der SVP-Politiker Adolf Ogi, Bundespräsident im Jahr 1993, übernimmt zum zweiten Mal das Amt des Bundespräsidenten. Zugleich tritt die neue Bundesverfassung der Schweizerischen Eidgenossenschaft in Kraft.[2][3]
- Genf/Schweiz: Der Schweizer Jakob Kellenberger übernimmt das Amt des Präsidenten des Internationalen Komitees vom Roten Kreuz von seinem Landsmann Cornelio Sommaruga.[4]
- Lissabon/Portugal: Portugal übernimmt von Finnland den Vorsitz im Rat der Europäischen Union. Das Amt des Regierungschefs der EG erhält António Guterres.[5]
- New York/Vereinigte Staaten: Bangladesch, Jamaika, Mali, Tunesien und die Ukraine werden neue nichtständige Mitglieder im Sicherheitsrat der Vereinten Nationen.[6]
- Schweden: Die Trennung von Kirche und Staat tritt in Kraft. Nach 473 Jahren ist die Schwedische Kirche nicht mehr Staatskirche.

### Sonntag, 2. Januar 2000
- Bochum/Deutschland: In einem Wohngebiet im Stadtteil Wattenscheid entsteht durch einen Tagesbruch das Höntroper Loch. Es handelt sich um zwei Trichter mit einer Tiefe von circa 15 m, andere Quellen berichten von 40 m Tiefe.[7]

### Montag, 3. Januar 2000
- Zagreb/Kroatien: Parlamentswahl in Kroatien 2000, stärkste Kraft wurde die Socijaldemokratska partija Hrvatske.[8]

### Dienstag, 4. Januar 2000
- Åsta/Norwegen: Beim Bahnunfall von Åsta kommen 19 Menschen ums Leben. Auf der eingleisigen Rørosbanen wurden beiden Zügen freie Fahrt gegeben, weshalb es zum Frontalzusammenstoß kam.[9]

### Mittwoch, 5. Januar 2000
- Monaco/Monaco: Patrick Leclercq löst Michel Lévêque als Staatsminister ab.[10]

### Donnerstag, 6. Januar 2000
- Bischofshofen/Österreich: Andreas Widhölzl aus Österreich gewinnt vor Titelverteidiger Janne Ahonen aus Finnland die 48. Vierschanzentournee.[11]

### Freitag, 7. Januar 2000
- Belgien/Brüssel: Der Kleinstaat Monaco eröffnet eine eigene Vertretung bei der Europäischen Union.[12]

### Sonntag, 9. Januar 2000
- Taschkent/Usbekistan: Bei der Präsidentschaftswahl werden über 91 % der abgegebenen Stimmen als Votum für den amtierenden Präsidenten Islom Karimov von der Volksdemokratischen Partei gewertet.[13]

### Montag, 10. Januar 2000
- Nassenwil/Schweiz: Der Crossair-Flug 498 von Zürich nach Dresden stürzt kurz nach dem Start vom Flughafen Zürich ab. Alle zehn Insassen, drei Besatzungsmitglieder und sieben Passagiere, wurden dabei getötet.

### Dienstag, 11. Januar 2000
- Luxemburg/Luxemburg: Der Europäische Gerichtshof fällt das Urteil in der Kreil-Entscheidung. Die Bundesrepublik Deutschland muss Frauen ermöglichen, in den aktiven Militärdienst zu treten, der die Ausbildung an der Waffe impliziert.[14]

### Donnerstag, 13. Januar 2000
- Brega/Libyen: Eine Short 360 stürzt beim Flug von Tripolis zum Flughafen Brega aufgrund vereister Triebwerke ab. 22 der 41 Insassen kamen durch den Flugunfall einer Shorts 360 bei Brega ums Leben.

### Freitag, 14. Januar 2000
- Den Haag/Niederlande: Der Internationale Strafgerichtshof für das ehemalige Jugoslawien verurteilt im Fall IT-95-16-T fünf ethnische Kroaten aus Bosnien und Herzegowina wegen des Massakers von Ahmići im Bosnienkrieg am 16. April 1993 zu Freiheitsstrafen von bis zu 25 Jahren. Ein weiterer Angeklagter wird freigesprochen.[15]

### Dienstag, 18. Januar 2000

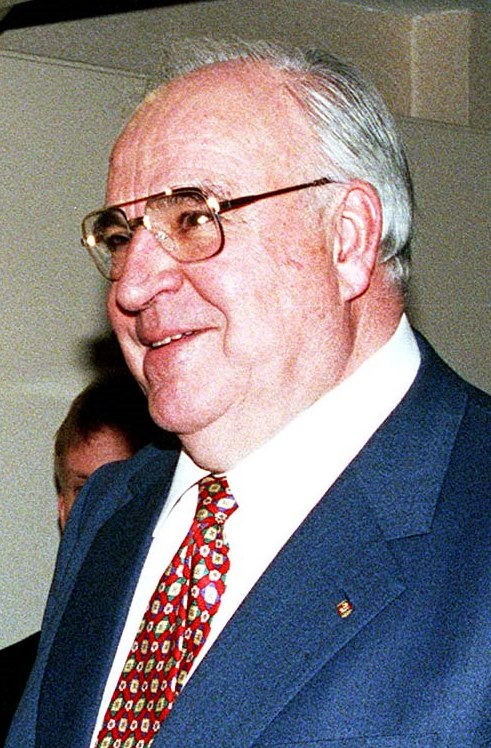
Helmut Kohl

- Bad Hersfeld/Deutschland: Ein 45-jähriger Berufskraftfahrer aus Halle an der Saale tötet nach einer Radarkontrolle auf der Bundesautobahn 4 den kontrollierenden Polizisten mit einer Schusswaffe, ein weiterer Polizist kann verletzt flüchten.[16][17]
- Bonn/Deutschland: Infolge der Spendenaffäre der CDU tritt der ehemalige Bundeskanzler Helmut Kohl auf Bitten der gesamten Parteiführung und nach einem Vier-Augen-Gespräch mit dem CDU-Bundesvorsitzenden Wolfgang Schäuble vom Ehrenvorsitz der Partei zurück.[18]
- Vereinigte Staaten: Der Martin Luther King Day, ein nationaler Feiertag zu Ehren des Bürgerrechtlers Martin Luther Kings, wird zum ersten Mal von allen Regierungen der 50 Bundesstaaten offiziell zelebriert, nachdem sich South Carolina als letzter noch fehlender Staat zur Teilnahme entschloss.[19]

### Freitag, 21. Januar 2000
- Quito/Ecuador: In einer existentiell bedrohlichen Wirtschaftskrise fordert eine gemischte Gruppe aus Angehörigen der Streitkräfte sowie der Indigenenbewegung den Rücktritt von Präsident Jamil Mahuad von der Partei Volksdemokratie. Das Militär versagt dem Präsidenten seine Unterstützung und ein Trio unter Beteiligung von Oberst Lucio Gutiérrez erklärt sich zum neuen Inhaber der Regierungsgewalt.[20]

### Samstag, 22. Januar 2000
- Accra/Ghana: Co-Gastgeber Ghana spielt im Eröffnungsspiel der 22. Fußball-Afrikameisterschaft unentschieden gegen Kamerun.[21]
- Chemnitz/Deutschland: Heino gewinnt die Krone der Volksmusik.[22]
- Quito/Ecuador: Gustavo Noboa wird neuer Präsident.

### Montag, 24. Januar 2000

Logo von N24

- Berlin/Deutschland: Der Fernsehsender N24 nimmt den Sendebetrieb auf.

### Dienstag, 25. Januar 2000
- Ratchaburi/Thailand: Eine Spezialeinheit stürmt ein Krankenhaus, in dem Angehörige der Ethnie Karen 450 Geiseln gefangen halten. Beim Angriff sterben zehn Rebellen. Unter den Geiseln gibt es keine Todesopfer.[23]

### Freitag, 28. Januar 2000
- Calgary/Kanada: William Kwong Yu Yeung entdeckt im Rock Finder Observatory[24] den 7,1 km großen Asteroid (25750) Miwnay. Er benennt ihn nach einer sogdischen Frau aus Samarkand, die im Jahr 314 einen Brief hinterließ, der Einblick in das Leben an der alten Seidenstraße gab.[25]

### Sonntag, 30. Januar 2000

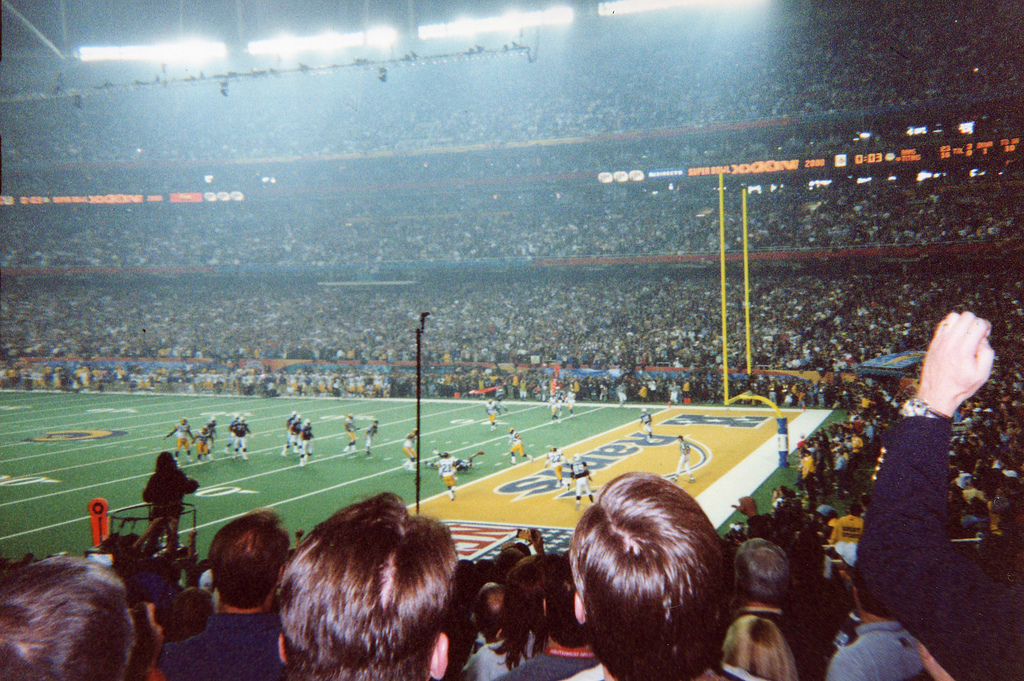
Szene aus dem
34. Super Bowl

- Abidjan/Elfenbeinküste: Beim Absturz von Kenya-Airways-Flug 431 sterben 169 Menschen.
- Atlanta/Vereinigte Staaten: Der Super Bowl XXXIV im American Football zwischen den St. Louis Rams und den Tennessee Titans endet 23:16.[26]
- Baia Mare/Rumänien: Der Damm der Absetzanlage einer Goldmine bricht. Circa 300.000 t Flüssigkeit, die u. a. mit Cyaniden durchsetzt sind, ergießen sich in den Fluss Theiß und lösen eine Umweltkatastrophe aus, auch das Leben im Fluss Donau ist stark gefährdet. Bis zum Ende des Tages gelingt es nicht, die Bresche im Damm zu schließen.[27]

### Montag, 31. Januar 2000
- Channel Islands/Vereinigte Staaten: Beim Absturz eines Flugzeugs vom Typ McDonnell Douglas MD-83 auf Flug 261 der Fluggesellschaft Alaska Airlines sterben 88 Menschen. Die Maschine stürzt mit defektem Höhenleitwerk wenige Kilometer von Anacapa Island, Kalifornien, entfernt in den Pazifik.[28]
- Springfield/Vereinigte Staaten: Der Gouverneur von Illinois, George Ryan, verhängt ein Todesstrafen-Moratorium, welches später in der Abschaffung von Todesstrafen in Illinois mündet.[29]

## Weblinks

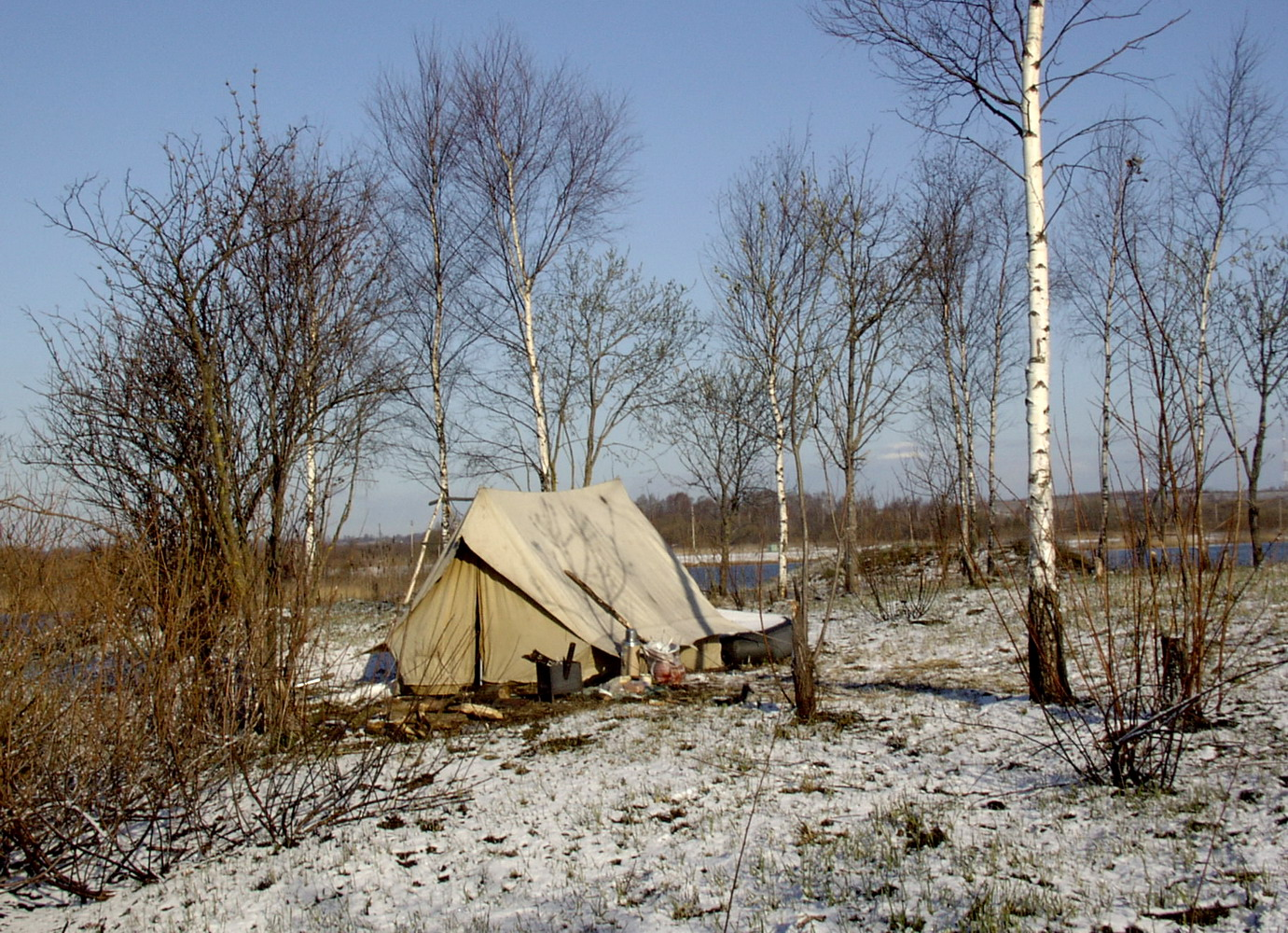
Russland im Januar 2000